# Simhopp vid olympiska sommarspelen 1936
De olympiska tävlingarna i simhopp 1936 avgjordes mellan den 10 augusti och 15 augusti i Berlin. 69 deltagare från 21 länder tävlade i fyra grenar.

## Medaljörer
| Gren                            | Guld                       | Silver                | Brons                      |
| Damernas svikt Detaljer...      | Marjorie Gestring (USA)    | Katherine Rawls (USA) | Dorothy Poynton-Hill (USA) |
| Damernas höga hopp Detaljer...  | Dorothy Poynton-Hill (USA) | Velma Dunn (USA)      | Käthe Köhler (GER)         |
| Herrarnas svikt Detaljer...     | Richard Degener (USA)      | Marshall Wayne (USA)  | Alan Greene (USA)          |
| Herrarnas höga hopp Detaljer... | Marshall Wayne (USA)       | Elbert Root (USA)     | Hermann Stork (GER)        |

## Medaljtabell
| Pl.    | Nation   | Guld | Silver | Brons | Totalt |
| ------ | -------- | ---- | ------ | ----- | ------ |
| 1      | USA      | 4    | 4      | 2     | 10     |
| 2      | Tyskland | 0    | 0      | 2     | 2      |
|        |          |      |        |       |        |
| Totalt | Totalt   | 4    | 4      | 4     | 12     |